# 372

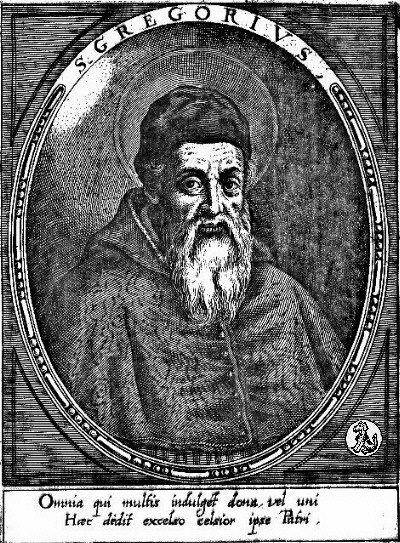
Gregorius van Nyssa

Het jaar 372 is het 72e jaar in de 4e eeuw volgens de christelijke jaartelling.

## Gebeurtenissen

### Klein-Azië
- Keizer Valens beperkt de kerkelijke macht van Basilius de Grote door Cappadocië in tweeën te delen. Tyana wordt de nieuwe hoofdstad van de provincie.
- Basilius benoemt zijn jongere broer Gregorius van Nyssa tot bisschop. Diodorus van Tarsus wordt vanwege ketterij verbannen naar Armenië.

### Europa
- Keizer Valentinianus I voert een veldtocht tegen de Alemannen, Quaden en Sarmaten. In Africa en Britannia komt de bevolking in opstand tegen de Romeinse overheersing.

### China
- Periode van de Zestien Koninkrijken: De 10-jarige Jin Xiaowudi (r. 372-396) volgt zijn vader Jin Jianwendi (na een kort ziekbed) op als keizer van het Chinese Keizerrijk.
- Het Mahayana boeddhisme bereikt Koguryo vanuit China. Er worden tempels gebouwd en geleidelijk verspreidt de religie zich over andere delen van Korea.

## Overleden
- 1 augustus - Eusebius van Vercelli (89), Italiaans geestelijke
- Maximus van Efeze, Grieks neoplatonist (waarschijnlijke datum)